# No Mercy (2000)
No Mercy (2000) foi um evento pay-per-view realizado pela World Wrestling Federation, ocorreu no dia 22 de outubro de 2000 no Pepsi Arena em Albany, Nova Iorque. Esta foi a terceira edição da cronologia do No Mercy.

## Resultados
| #                           | Lutas | Estipulação                                     | Tempo |
| --------------------------- | --- | ----------------------------------------------- | ----- |
| 1                           | The Dudley Boyz (Bubba Ray e D-Von) eliminaram por último Right to Censor (The Goodfather e Bull Buchanan). | Dudley Boyz Invitational Tables match           | 12:18 |
| 2                           | The APA (JBL e Faarooq) e Lita vs. T & A (Test e Albert) e Trish Stratus, a luta não iniciou.               | Six-Person Mixed Tag Team match                 | N/A   |
| 3                           | Chris Jericho derrotou X-Pac.                                                                               | Steel Cage match                                | 10:40 |
| 4                           | Val Venis e Steven Richards derrotaram Chyna e Mr. Ass.                                                     | Tag Team match                                  | 07:16 |
| 5                           | Steve Austin vs. Rikishi acabou sem vencedor.                                                               | No Holds Barred match                           | 09:21 |
| 6                           | William Regal (c) derrotou Naked Mideon.                                                                    | Singles match pelo WWF European Championship    | 06:10 |
| 7                           | Los Conquistadores (Edge e Christian) derrotaram The Hardy Boyz (Matt e Jeff) (c).                          | Tag Team match pelo WWF Tag Team Championship   | 10:52 |
| 8                           | Triple H derrotou Chris Benoit.                                                                             | Singles match                                   | 18:43 |
| 9                           | Kurt Angle (com Stephanie McMahon) derrotou The Rock (c).                                                   | No Disqualification match pelo WWF Championship | 21:01 |
| (c) – Campeão antes da luta | |                                                 |       |

Dudley Boyz Invitational
| Eliminação | Equipe                                           | Eliminado por                                    | Tempo           |
| ---------- | ------------------------------------------------ | ------------------------------------------------ | --------------- |
| 1          | Lo Down (Chaz e D'Lo Brown)                      | Too Cool (Scotty Too Hotty e Grand Master Sexay) | 03:54           |
| 2          | Too Cool                                         | Tazz e Raven                                     | 07:10           |
| 3          | Tazz e Raven                                     | Dudley Boyz                                      | 09:18           |
| 4          | Right to Censor (The Goodfather e Bull Buchanan) | Dudley Boyz                                      | 12:18           |
| Vencedores | The Dudley Boyz                                  | The Dudley Boyz                                  | The Dudley Boyz |